# Porczyny
Porczyny – wieś w Polsce, położona w województwie łódzkim, w powiecie poddębickim, w gminie Poddębice.
| SIMC    | Nazwa   | Rodzaj    |
| ------- | ------- | --------- |
| 0711110 | Rogatki | część wsi |

W latach 1975–1998 miejscowość administracyjnie należała do województwa sieradzkiego.
Przez miejscowość przebiega droga wojewódzka nr 703.